# Estación de Châtelet
Châtelet es una estación del metro de París. Se encuentra en el límite de los distritos I y IV. Pertenece a las líneas 1, 4, 7, 11  y 14, siendo la terminal oeste de la línea 11. Además, ofrece conexiones con las líneas A, B y D de la red de cercanías. Esto la convierte en uno de los principales nudos de comunicación de la ciudad que se justifica por su céntrica situación.
En 2008, era la novena estación con mayor número de viajeros de la red con más de 14 millones de usuarios, mientras que en 2011 quedó en el octavo puesto con 14.440.964 usuarios.
Debe su nombre a la cercana plaza du Châtelet, en la que se encontraba un pequeño châtelet.

## Historia
Tres semanas después de puesta en marcha del primer tramo de la línea 1, el 6 de agosto de 1900, se abrió la estación. El 21 de abril de 1908, la línea 4 que nacía en la estación de Porte de Clignancourt alcanzó Châtelet la cual se convirtió en terminal de la línea hasta que en 1910 culminaron las obras que permitieron prolongarla hasta la estación de Raspail. Por su parte, la línea 7 no llegaría hasta 1926 tras prolongarse la línea hasta Pont Marie. Inicialmente, la estación se llamaba Pont Notre-Dame-Pont au Change y estaba totalmente diferenciada de las demás. Sin embargo, esto cambió el 15 de abril de 1934 cuando fue conectada a través de un pasillo con las estaciones de las líneas 1 y 4, siendo rebautizada como Châtelet - Pont au Change, denominación que actualmente conserva. La línea 11, que tiene su cabecera en la estación, se inauguró el 28 de abril de 1935.
El 9 de diciembre de 1977, con la creación de la estación de cercanías de Châtelet - Les Halles se produjo la conexión de la estación de metro con la red del RER.
Por último, el 15 de octubre de 1998, se puso en marcha la estación de la moderna línea 14.

## Descripción

### Estación de la línea 1
Se compone de dos andenes laterales de 90 metros y de dos vías. 
Está diseñada en bóveda elíptica revestida completamente de los clásicos azulejos blancos  del metro parisino, aunque en este caso son planos, sin biselar. Su iluminación ha sido renovada en el 2010, como el resto de la estación, empleando el modelo vagues (olas) con estructuras casi adheridas a la bóveda que sobrevuelan ambos andenes proyectando la luz en varias direcciones.
La señalización por su parte usa la moderna tipografía Parisine LED donde el nombre de la estación aparece en letras blancas sobre un panel metálico de color azul. Por último, los asientos de la estación son los modernos Coquille o Smiley, unos asientos en forma de cuenco inclinado para que parte del mismo pueda usarse como respaldo y que poseen un hueco en la base en forma de sonrisa. 
Como todas las estaciones de la línea 1 dispone de puertas de andén.

### Estación de la línea 4

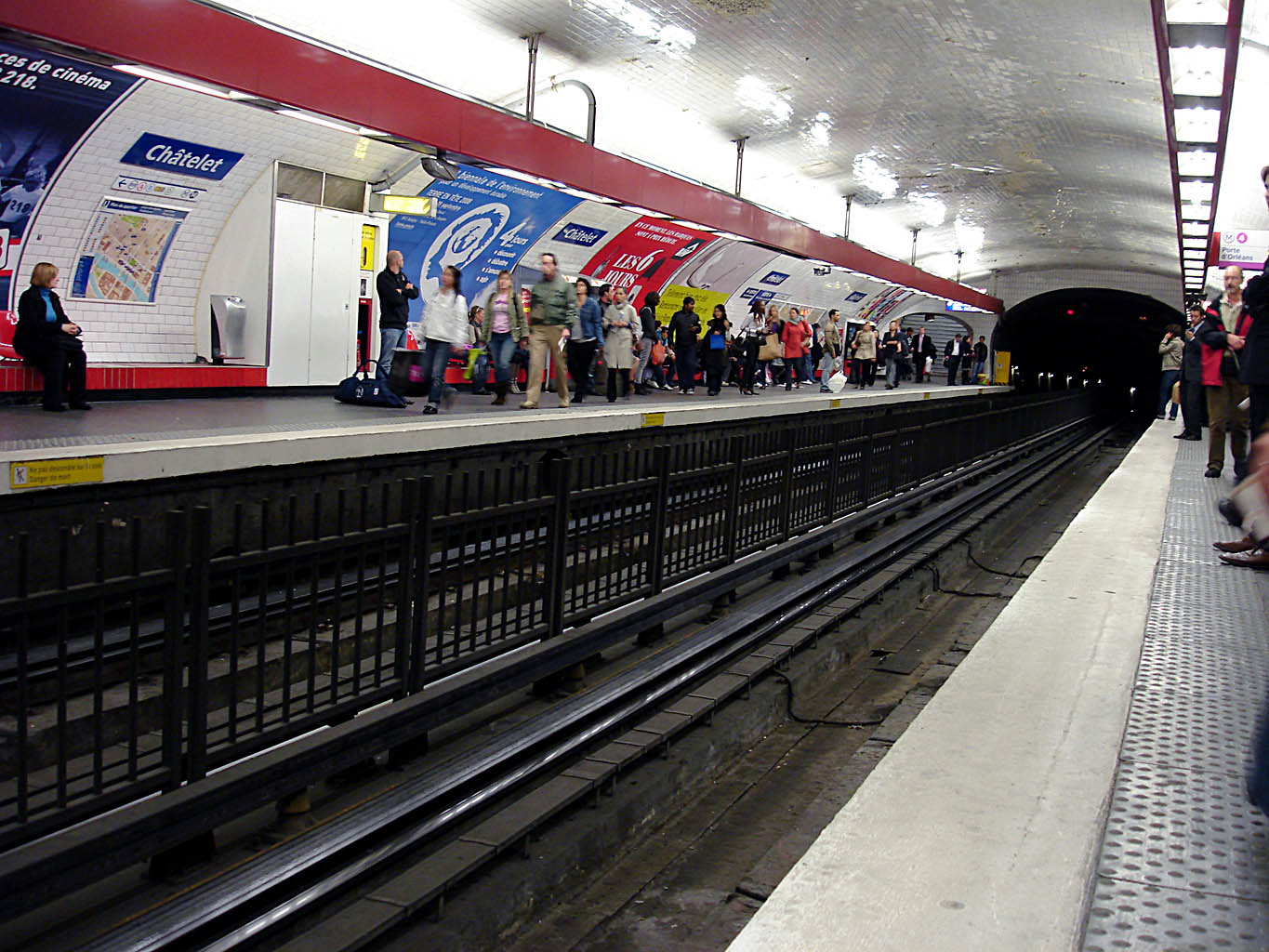
La concurrida estación de la línea 4.

Se compone de dos andenes laterales de 90 metros de longitud y dos vías.
Está diseñada en bóveda elíptica revestida, como la estación de la línea 1 de azulejos blancos planos. La iluminación es de estilo Motte y se realiza con lámparas resguardadas en estructuras rectangulares de color rojo que sobrevuelan la totalidad de los andenes no muy lejos de las vías.
La señalización, sobre paneles metálicos de color azul y letras blancas adopta la tipografía Motte. Por último los asientos, que también son de estilo Motte, combinan una larga y estrecha hilera de cemento revestida de azulejos rojos que sirve de banco improvisado con algunos asientos individualizados del mismo color que se sitúan sobre dicha estructura.

### Estación de la línea 7
Se compone de dos andenes laterales de 75 metros de longitud y dos vías.
Su diseño es muy similar a la estación de la línea 4, pero con algún pequeño matiz: sus azulejos son biselados y no planos, la tipografía empleada es la CMP donde el nombre de la estación aparece sobre un fondo de azulejos azules en letras blancas y el color empleado no es el rojo y sí el verde. 
Además, es la única estación cuya denominación oficial no es únicamente Châtelet, ya que su cercanía con el pont au Change hace que se llame Châtelet - Pont au Change. 

### Estación de la línea 11

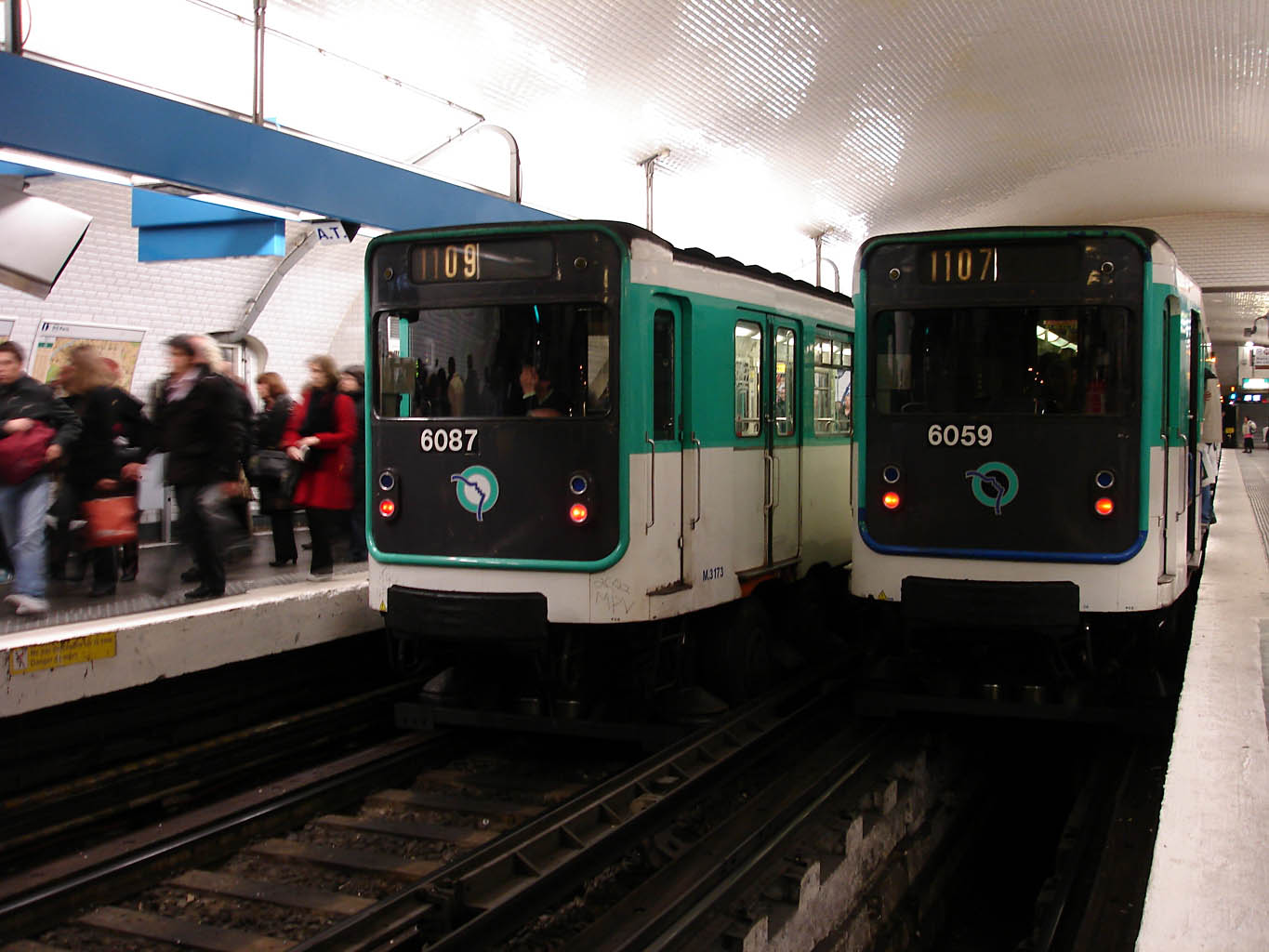
Dos convoyes modelos MP59 en la estación de la línea 11. El de la izquierda en final de trayecto y el de la derecha iniciándolo.

En la terminal oeste de la línea, la estación se compone de 3 vías y de dos andenes de 75 metros de longitud, uno central y otro lateral, ordenados de la siguiente forma: a-v-v-a-v. La estación se completa con tres vías de garaje con una zona de maniobras. Por otra parte, es la única estación terminal de la línea cuya denominación oficial no es únicamente Châtelet, ya que su cercanía con la avenida Victoria hace que se llame Châtelet - Avenue Victoria. En su diseño es muy similar a la de la línea 4 con las únicas diferencias de que los azulejos son blancos biselados y de que el color empleado es el azul.
Esta parada fue cerrada de forma temporal a mediados de marzo de 2019, debido a obras de ampliación de la línea.

### Estación de la línea 14

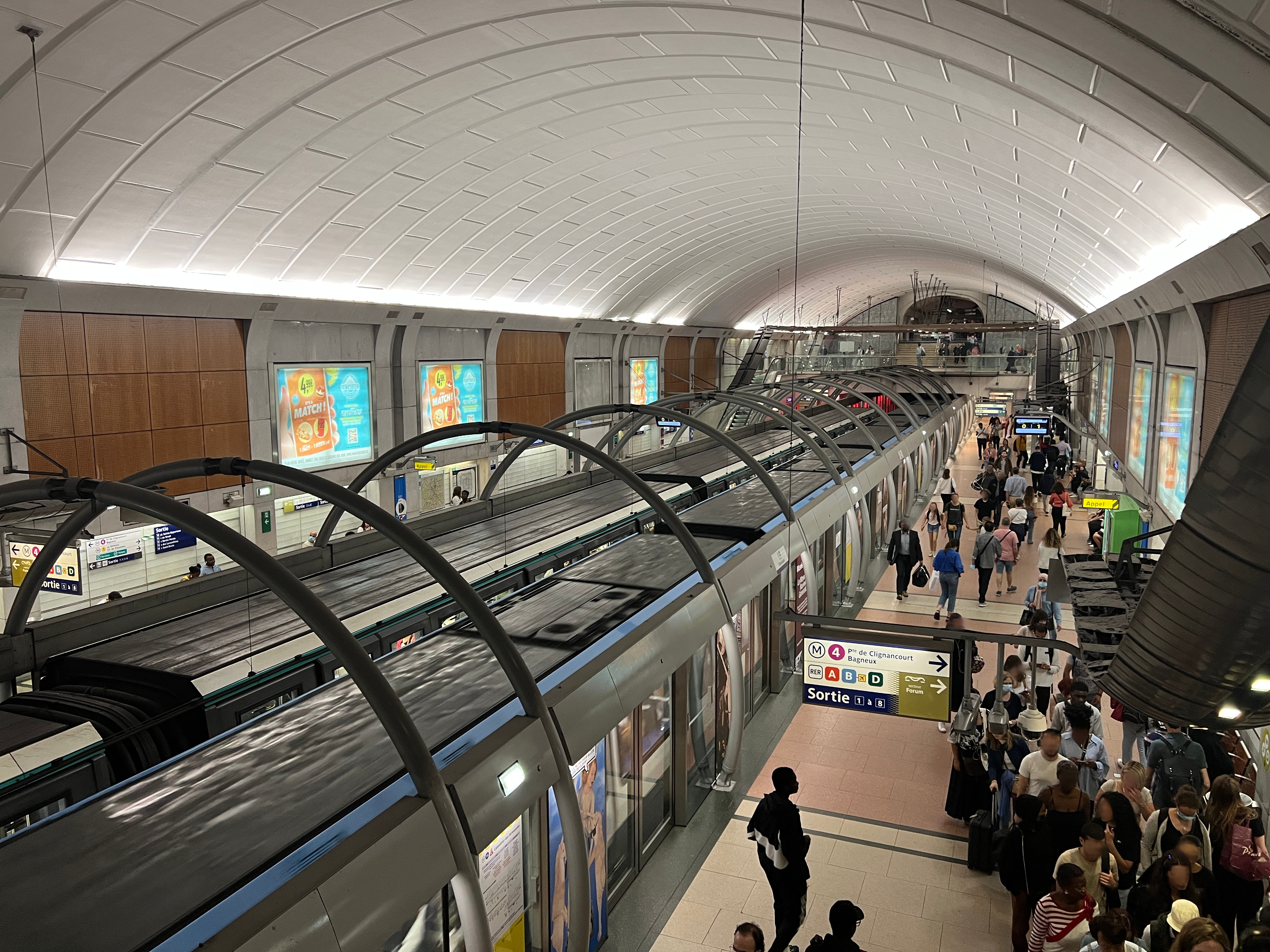
Alta afluencia de gente de la estación de la línea 14.

Se compone de dos andenes laterales de 120 metros de longitud y dos vías. Su diseño es el propio de esta moderna línea: amplio, luminoso, cómodo, sin colores estridentes, con baldosas en el suelo y piedra en la bóveda y con puertas de andén.

## Accesos

Mapa con el trazado de cada línea en la zona de Châtelet.

Los accesos a la estación son numerosos. Varios, concretamente el situado en la calle Rivoli y en la plaza Sainte-Opportune, conservan el edículo creado por Hector Guimard y han sido catalogados como Monumento Histórico.
- Acceso 1: a la altura de la calle Rivoli.
- Acceso 2: a la altura del centro Georges Pompidou.
- Acceso 4: a la altura de la avenida Victoria, lado impar.
- Acceso 5: a la altura de la plaza du Châtelet.
- Acceso 6: a la altura de la plaza Sainte-Opportune.
- Acceso 7: a la altura de la calle des Lavandières.
- Acceso 8: a la altura de la calle Saint-Denis.
- Acceso 10: a la altura de la calle de la Ferronnerie. Este acceso se realiza a través de un ascensor.
- Acceso 11: a la altura de la calle Bertin Poirée.
- Acceso 12: a la altura de la calle Saint-Martin.
- Acceso 13: a la altura del Teatro de la Ville.
- Acceso 14: a la altura del Teatro du Châtelet
- Acceso 15: a la altura de la avenida de Victoria, lado par.